# Vorbach (powiat Neustadt an der Waldnaab)
Vorbach – miejscowość i gmina w Niemczech, w kraju związkowym Bawaria, w rejencji Górny Palatynat, w regionie Oberpfalz-Nord, w powiecie Neustadt an der Waldnaab, wchodzi w skład wspólnoty administracyjnej Kirchenthumbach. Leży około 32 km na północny zachód od Neustadt an der Waldnaab, przy linii kolejowej Monachium - Norymberga - Berlin.

## Dzielnice
W skład gminy wchodzą trzy dzielnice: Höflas, Vorbach, Oberbibrach.

## Demografia
| Rok  | Liczba mieszk. |
| ---- | -------------- |
| 1970 | 870            |
| 1987 | 908            |
| 2000 | 1 021          |